# Dorine und der Zufall
Dorine und der Zufall è un film muto del 1928 diretto da Fritz Freisler.

## Produzione
Il film fu prodotto dalla viennese Sascha Film-Industrie AG del conte Sascha Kolowrat-Krakowsky.

## Distribuzione
Distribuito dalla Südfilm, uscì nelle sale cinematografiche tedesche nel 1928. Il film fu presentato in prima a Vienna il 12 ottobre 1928.